# Adam Clayton (bassist)
Adam Charles Clayton (13 maart 1960, Oxford) is de basgitarist van de Ierse rockband U2.
Hij speelt voornamelijk bas, maar zo af en toe speelt hij ook gitaar.
Adam Clayton is van Britse afkomst, maar zijn gezin verhuisde naar Ierland toen Adam vijf jaar oud was. Direct bij de oprichting van U2 in 1976 werd hij bandlid, nadat Larry Mullen jr, de drummer, een briefje op het prikbord op school had geprikt waarin hij vroeg of er mensen waren die met hem een band wilden vormen. Volgens Bono in een interview wilden ze Adam graag bij de band hebben, omdat hij er met zijn volle bos blond haar zo stoer uitzag; met hem erbij zou de band vast populair worden.
Met bandmaat Larry Mullen jr. nam hij in 1996 de titelsong op bij de film Mission: Impossible.
Veelbesproken werd het feit dat Clayton naakt staat op de hoes van het U2-album Achtung Baby (op sommige prints van de hoes is het plaatje overigens gecensureerd met een rood kruisje over zijn geslachtsdeel).
Bono · The Edge · Adam Clayton · Larry Mullen jr.
- Bibsys: 1084675
- Bibliothèque nationale de France: cb139646182 (data)
- CiNii: DA17145405
- Gemeinsame Normdatei: 134583566
- International Standard Name Identifier: 0000 0001 1471 4731
- Library of Congress Control Number: no2003043939
- MusicBrainz: 1f52af22-0207-40ac-9a15-e5052bb670c2
- Nationale Bibliotheek van Tsjechië: ola2002152371
- Nationale bibliotheek van Australië: 36038798
- Nationale Bibliotheek van Israël: 987007324752305171
- Nationale en Universitaire bibliotheek Zagreb: 000441989
- Nederlandse Thesaurus van Auteursnamen: 071855076
- Istituto Centrale per il Catalogo Unico: RAVV416407
- Trove: 1196841
- Virtual International Authority File: 44491697
- WorldCat: E39PBJktwcJF694ptPg79HwXBP